# Санбон (станция метро)
Не следует путать с Санъбонъ — станция в Сеуле на Седьмой, Кёнчхун и Кёнчхун-Чунъансон линиях
«Санбон» (кор. 산본역) — наземная (закрытая) станция Сеульского метро на ветке Ансан Четвёртой линии; это одна из четырех станций на данной линии на территории Кунпхо (всего 6). Она представлена двумя боковыми платформами. Станция обслуживается корпорацией железных дорог Кореи (Korail). Расположена в квартале Санбон-дон (адресː 1231 Sanbon-dong, 504 Beonyeongno) в городе Кунпхо (провинция Кёнгидо, Республика Корея). На станции установлены платформенные раздвижные двери.
Пассажиропоток — 19 278 чел/день (на 2013 год).
Станция была открыта 1 мая 1992 года. Введена в эксплуатацию на уже действующем участке Кымджон—Чунан между станциями Кымджон (443) и Сурисан (445), открытом 25 октября 1988 года.
Это одна из 14 станций ветки Ансан (Ansan Line) Четвёртой линии, которая включает такие станцииː Кымджон (443), Санбон, Сурисан, Дэями, Банвол, Санноксу, Университет Ханян в Ансане, Чунан, Коджан, Чходжи, Ансан, Синилончхон, Чонван, Оидо (456). Длина линии — 26 км.